# 우드중와플라이쥐
우드중와플라이쥐(학명: Otomys uzungwensis)는 설치류의 일종이다. 말라위와 탄자니아, 잠비아에서 발견된다. 자연 서식지는 아열대 또는 열대 고지대 초원과 습지이다. 서식지 감소로 위협을 받고 있다.